# إيرني ويلر
إيرني ويلر (بالإنجليزية: Ernie Wheeler)‏ هو لاعب كرة قدم أمريكية أمريكي، ولد في 28 يناير 1915، وتوفي في 18 يونيو 1982.